# 木乃伊嶺
72°16′S 165°39′E / 72.267°S 165.650°E
木乃伊嶺（英語：Mummy Ridge）是南極洲的山嶺，位於維多利亞地，處於金字塔峰以東1.9公里，屬於德斯蒂內申冰原島峰的一部分，由新西蘭探險隊命名，現時由南極條約體系管理。